# Gué de Blanquetaque

Le gué de Blanquetaque (Blanche Tache en picard) est un ancien passage à gué de la Somme, situé à proximité de son embouchure.

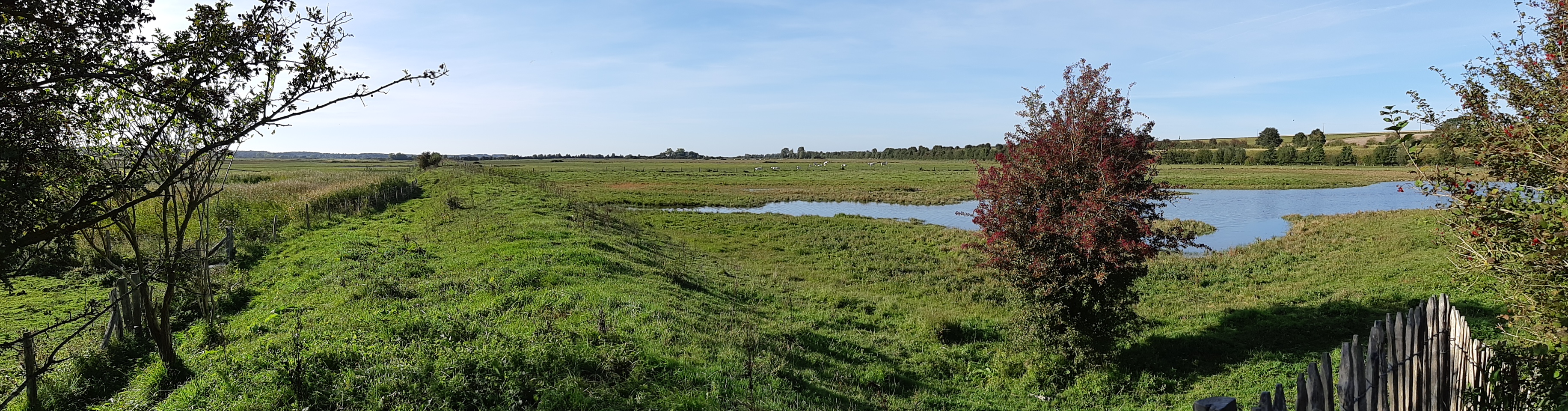
Vue panoramique sur l'ancienne digue, prise depuis l'emplacement du chalet du gué de Blanquetaque - Commune de Port-le-Grand.

Ce gué a permis le passage des hommes et des soldats d'armées d'invasion durant des siècles. « Entre les deux marées, 12 hommes de front peuvent y passer, il y a peu d'eau, et le fond est solide » écrivait à son sujet l'historien M. de la Hode en 1738. Il a aussi permis à des animaux domestiques ou sauvages, de mai à fin août, de franchir cette partie large et plate de la vallée de la Somme à marée basse, et plus facilement en période d'étiage.
Il fut moins utilisé après l'édification des ponts d'Abbeville et inutilisable après la construction, pour les besoins de la navigation, des écluses et du canal maritime de la Somme (1786-1827).
Depuis cette époque, les travaux ont empêché la remontée spontanée vers le nord de certains animaux sauvages (ou du bétail) qui pouvaient là traverser à gué. En amont, les écluses ont aussi artificiellement entretenu un niveau haut des eaux en période d'étiage, de même que - localement - la réduction, la rectification et le recalibrage du lit mineur de la Somme.
Actuellement, on voit encore la digue ou « renclôture », construite par des paysans au Moyen Âge pour gagner des terres sur la mer.

## Situation et origine
Le gué de Blanquetaque reliant la rive droite à la rive gauche de la Somme est situé entre Port-le-Grand et Noyelles-sur-Mer au nord et Saigneville au sud.
Ce furent les marins qui nommèrent ce lieu Blanquetaque, c'est-à-dire tache blanche, car le point le plus apparent de la falaise crayeuse forme au-dessus de Port-le-Grand une longue bande de couleur blanche. 
C'est donc à 1 200  ou   1 500 m environ à l'aval de ce village, que se trouvait ce passage.
Sur tous les points de la Somme, depuis Port-le-Grand jusqu'au Crotoy, le fond de la rivière était mobile comme ses flots. Chaque marée le creuse ou l'exhausse alternativement, mais le gué de Blanquetaque n'a jamais varié.
Dans les longues guerres du Moyen Âge il a toujours servi de passage aux nombreuses armées qui ravagèrent le pays, notamment en 1346, lors de la bataille du gué de Blanquetaque qui mènera deux jours plus tard à la bataille de Crécy.

## Historique
- Ce gué était connu en 981, il servit à Hugues Capet qui le passa pour emporter les reliques de Valery de Leuconay dont il s'était emparé.
- En 1346, Edouard III d'Angleterre, venant du Cotentin, le force, guidé par un valet, Gobin Agache du village de Mons en Vimeu. Le gué étant défendu par les troupes françaises de Godemard Dufay, de Jean de Picquigny, de Jean du Cange et du seigneur de Caumont fortes de 12 000 hommes. Une bataille s'engage après laquelle les Anglais, victorieux, continueront leur marche sur Crécy-en-Ponthieu puis Calais marquant le début d'un enchaînement de défaites en particulier sous le règne de Jean le Bon fils de Philippe de Valois.
- En 1369, Lancastre s'empare du château de Noyelles-sur-Mer, passe le gué pour aller ravager le Vimeu et la Normandie.
- En 1385, le gué est repris par les Français qui installent des palissades aux abords.
- En 1415, Henri V d'Angleterre, ne peut passer. Il doit remonter la Somme pour trouver un pont.
- En 1421, le duc de Bourgogne apprenant que les troupes du dauphin de France venaient du Vimeu pour passer le gué, se porte en toute hâte vers Abbeville.
- En mai-juin 1435, 300 combattants français, du parti du roi de France, Charles VII, commandés par Bressay de Braquemont, revenant du Vimeu qu'ils ont ravagé, passent le gué[5], libèrent Rue des Anglais puis se jettent sur le Marquenterre qu'ils ravagent également[6].
- En 1439, l'Anglais John Talbot passe le gué malgré les troupes du duc de Bourgogne désormais allié au roi de France
- En 1523, lors de la sixième guerre d'Italie, 300 Flamands de Charles Quint passent le gué et attaquent le Vimeu. Les Français décident alors de le fortifier.
- En 1554, la garde est renforcée d'un certain nombre de bateaux plats armés de canons.
- En 1555, le duc de Savoie, vient pour passer sans succès. Il est obligé d'aller jusqu'à Picquigny.
- En avril 1592, pendant la guerre de la Ligue, le duc de Parme, se portant sur Rouen, parvient à forcer le passage malgré un grand nombre de tués et de noyés.
- En 1636, Balthazar de Fargues, gentilhomme du Languedoc, natif de Figeac, gouverneur de Hesdin, propriétaire du château de Courson à Courson-Monteloup[7], mort pendu à Abbeville le 27 mars 1665[8], traverse le gué à la tête de son régiment[9] pour détruire un moulin à Corbie, alors occupée par les Espagnols[10].
- Après cet événement on ne parle plus du gué, sur le plan militaire, car il fut détruit par les grandes marées.
Le passage ne durait pas toute l'année, il changeait tous les ans selon les grandes marées.
Il commençait à être guéable vers mai et durait jusqu'à la fin du mois d'août, quelquefois un peu plus tard.
- Vers 1777, à la suite de l'obstruction d'un bras de la Somme les autorités envisagent la réalisation d'un canal entre Abbeville et Saint-Valery-sur-Somme.
- En 1786, les travaux du canal de la Somme commencent, modifiant le cours de la Somme. 
Désormais ces travaux ont effacé les traces du gué qui est aujourd'hui totalement recouvert par les champs[1].

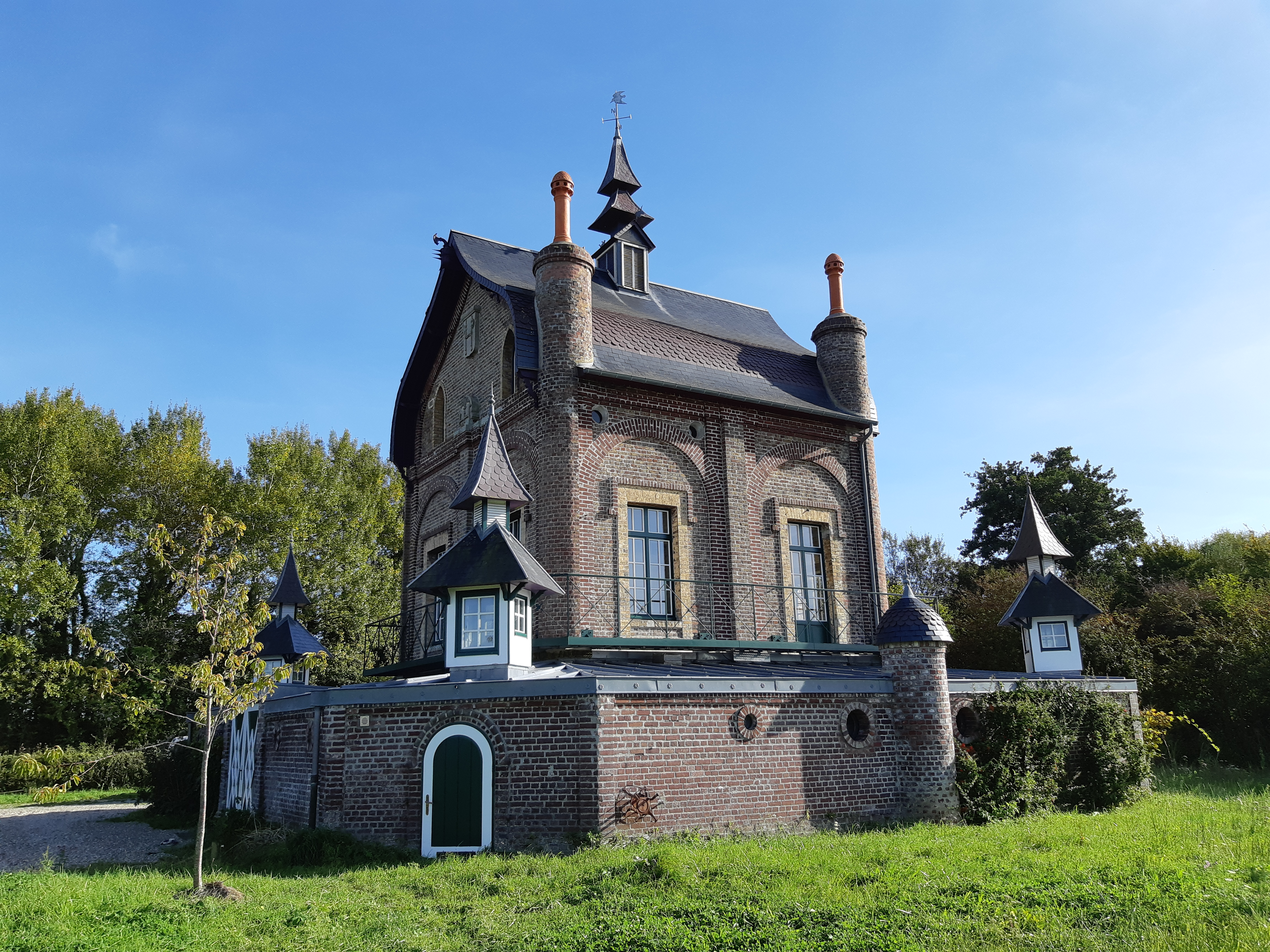
Le chalet du gué de Blanquetaque.

- En 1903, le Comte Auguste Henri Ernest d'Hardivilliers fait édifier un pavillon de chasse de style balnéaire à proximité du gué. Racheté en 1995 par le Syndicat mixte baie de Somme - Grand littoral picard, puis restauré, ce chalet est depuis 2002 la première maison Ramsar au monde. Il accueille ainsi une station biologique, dans le cadre de l'inscription de la Baie de Somme en tant que zone humide protégée au titre de la convention de Ramsar en 1998[11],[12].